# Riegelwood (Carolina del Norte)
Riegelwood es un lugar designado por el censo del condado de Columbus en el estado estadounidense de Carolina del Norte.